# Acesta (Gattung)
Acesta ist eine Muschel-Gattung aus der Familie der Feilenmuscheln (Limidae). Die ältesten Arten der Gattung kennt man aus dem oberen Jura.

## Merkmale
Die ungleichseitigen, aber gleichklappigen, mäßig dicken und großen bis sehr großen Gehäuse sind im Umriss eiförmig, und höher als lang (breit). Sie können bei manchen Arten eine Größe (Höhe) bis zu 25 Zentimetern erreichen. Der Wirbel liegt etwas vor der Mitte. Die Ohren sind sehr ungleich. Während das vordere Ohr stark reduziert ist oder auch ganz fehlt, ist das hintere Ohr meist recht groß und dreieckig, aber oft nur undeutlich vom Gehäusekörper abgesetzt. Der Vorderrand ist meist abgeschrägt, oder leicht konkav gebogen, der hintere Dorsalrand mäßig konvex gebogen. Am Vorderrand zwischen Vorderende und Wirbel klaffen die beiden Klappen mehr oder weniger deutlich; hier tritt der Byssus durch. Das Schloss liegt hinter dem Wirbel, es ist zahnlos. Die Ligamentgrube ist tief eingesenkt und gebogen.
Die Schale ist vergleichsweise dünn, aber fest. Sie besteht aus zwei unterschiedlichen mineralischen Lagen, bestehenden aus einer inneren aragonitischen Lage und einer äußeren kalzitischen Lage. Die Ornamentierung ist wenig ausgeprägt und besteht aus feinen radialen Linien und feinen, oft auch etwas gröberen Anwachsstreifen. Das Periostracum ist sehr dünn und oft bereits im Wirbelbereich und mittleren Teil des Gehäusekörpers abgerieben.
Es ist nur ein Schließmuskel (der hintere) vorhanden. Oft ist auch daneben noch der Abdruck des Fußrückziehmuskels auf der Klappeninnenseite zu sehen. Die Mantellinie ist ganzrandig ohne Einbuchtung.

## Geographische Verbreitung und Lebensweise
Die Gattung Acesta ist weltweit verbreitet. Alle Arten von Acesta leben in Kaltwasserlebensbereichen entweder in arktischen Gewässern oder in Tiefwasserbereichen von ansonsten subtropischen und tropischen Ozeanen. Der Tiefenbereich, in der die Gattung Acesta vorkommt, reicht daher von etwa 30 Meter Wassertiefe bis vermutlich in die Tiefsee. Es sind epifaunistische Filtrierer, die sich mit Byssusfäden an Hartsubstrate anheften.

## Taxonomie
Das Taxon wurde von 1858 von den Brüdern Henry und Arthur Adams aufgestellt. Typusart ist Ostrea excavata Fabricius 1779. Das World Register of Marine Species und die Paleobiology Database stellen folgende rezente und fossile Arten zur Gattung Acesta Adams & Adams, 1858:
- Gattung Acesta Adams & Adams, 1858
  - Acesta agassizii (Dall, 1902)
  - Acesta amaxensis M. Yokoyama, 1911
  - Acesta angolensis (Adam & Knudsen, 1955)
  - †Acesta backae Stilwell & McKenzie, 1999 (Albium)[4]
  - †Acesta bibbyi Stilwell & Zinsmeister, 1992 (Ypresium)
  - Acesta borneensis (Bartsch, 1913)
  - †Acesta brycei Marwick, 1953 (Jura)
  - Acesta bullisi (H. E. Vokes, 1963)
  - Acesta butonensis (Bartsch, 1913)
  - Acesta celebensis (Bartsch, 1913)
  - Acesta citrina Masahito & Habe, 1976
  - Acesta colombiana (H. E. Vokes, 1970)
  - Acesta diomedae (Dall, 1908)
  - Acesta excavata (Fabricius, 1779)
  - Acesta goliath (G. B. Sowerby III, 1883)
  - †Acesta hamlini (Dall, 1900)(Pliozän)[5]
  - †Acesta haseltini (Dickerson, 1914)(Paläozän)[5]
  - †Acesta imitata (Suter, 1917)
  - Acesta indica (E. A. Smith, 1899)
  - Acesta kronenbergi Thach, 2015
  - Acesta kumasoana T. Nagao, 1928
  - †Acesta levitesta (Finlay, 1927)
  - Acesta marissinica Yamashita & Habe, 1969
  - Acesta maui B. A. Marshall, 2001
  - Acesta mori (Hertlein, 1952)
  - †Acesta multiradiata (Gabb, 1869)(Paläozän)[5]
  - Acesta niasensis (Thiele, 1918)
  - †Acesta obsoleta Dujardin, 1837 (Kreide)
  - Acesta oophaga Järnegren, Schander & Young, 2007
  - Acesta patagonica (Dall, 1902)
  - Acesta philippinensis (Bartsch, 1913)
  - †Acesta praetexta White, 1887 (Albium)
  - Acesta rathbuni (Bartsch, 1913)
  - †Acesta regia (Suter, 1917)
  - Acesta saginata B. A. Marshall, 2001
  - †Acesta sameshimai Oyama & Mizuno, 1958 (Eozän)
  - Acesta smithi (G. B. Sowerby III, 1888)
  - Acesta sphoni (Hertlein, 1963)
  - Acesta verdensis (Bartsch, 1913)
  - Acesta virgo Habe & Okutani, 1968
  - Acesta vitrina Poppe, Tagaro & Stahlschmidt, 2015
  - †Acesta watanabei Nakano & Okamoto, 1982 (Miozän)[6]
  - †Acesta webbi Zinsmeister & Macellari, 1988 (Kreide/Paläogen)

Das World Register of Marine Species behandelt Plicacesta Vokes, 1963 und Callolima Bartsch, 1913 als Synonyme von Acesta Adams & Adams, 1958.

## Belege